# ヒカリ (堀江由衣の曲)
「ヒカリ」は、堀江由衣の6作目のシングル。2006年5月24日にスターチャイルド（キングレコード）から発売された。

## 概要
- 「ヒカリ」は、テレビアニメ『いぬかみっ!』のオープニングテーマとして使用された。
- 初回盤はデジパック仕様になっている。
- 同梱はされていないものの、PVは製作されており、後に『yui horie CLIPS 2』にも収録された。
- オリコンウィークリーチャートで初のTOP10にランクイン。また累積で全シングルの中で一番売れている。
- オリコン登場回数11回は11週連続TOP200をキープした。後に2011年2月2日に発売された12枚目のシングル『インモラリスト』でも登場回数タイ記録を持つ。

## 収録曲
1. ヒカリ [3:47]
作詞：椎名可憐、作曲・編曲：YUPA
2. Farewell rain [5:34]
作詞：椎名可憐、作曲・編曲：YUPA
3. ヒカリ（off vocal version）
4. Farewell rain（off vocal version）

## タイアップ
| 曲名   | タイアップ                              |
| ------ | --------------------------------------- |
| ヒカリ | アニメ『いぬかみっ!』オープニングテーマ |

## 収録アルバム
| 曲名          | 収録アルバム   | 発売日        | 備考                  |
| ------------- | -------------- | ------------- | --------------------- |
| ヒカリ        | 『Darling』    | 2008年1月30日 | 6thオリジナルアルバム |
| ヒカリ        | 『BEST ALBUM』 | 2012年9月20日 | 2ndベストアルバム     |
| Farewell rain | アルバム未収録 |               |                       |